# Nueva Galería Estatal de Stuttgart
La Nueva Galería Estatal (en alemán: Neue Staatsgalerie) de Stuttgart, Alemania, es una ampliación de la Galería Estatal (Staatsgalerie ) de dicha ciudad inaugurada en 1984 y diseñada durante los años 1970 por el arquitecto escocés James Stirling. La Antigua Galería Estatal fue inaugurada en 1843, y en los años 1970 se quedó pequeña. Por esta razón se realizó la ampliación del museo, la cual también incluye un teatro de cámara, una escuela de música, una biblioteca y un aparcamiento subterráneo.

## Datos arquitectónicos
Este inmueble tiene muchas citas a obras arquitectónicas clásicas y contemporáneas. El trazado de su planta es clásico, se adapta muy bien al espacio urbano y tiene una gran funcionalidad. Fue aceptado masivamente por la ciudadanía y alberga una risa de ironía a la vez que divierte al espectador. Sin embargo, recibió duras críticas de algunos arquitectos.

### Proyecto y diseño

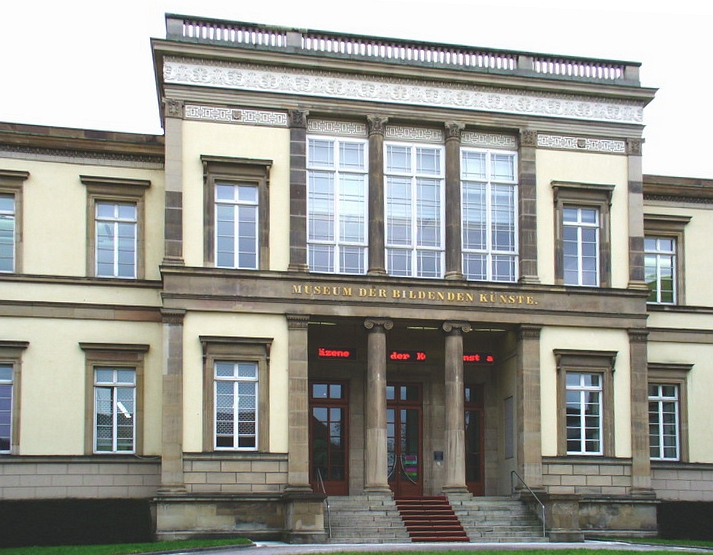
Fachada principal del edificio de la Antigua Galería Estatal de Stuttgart.

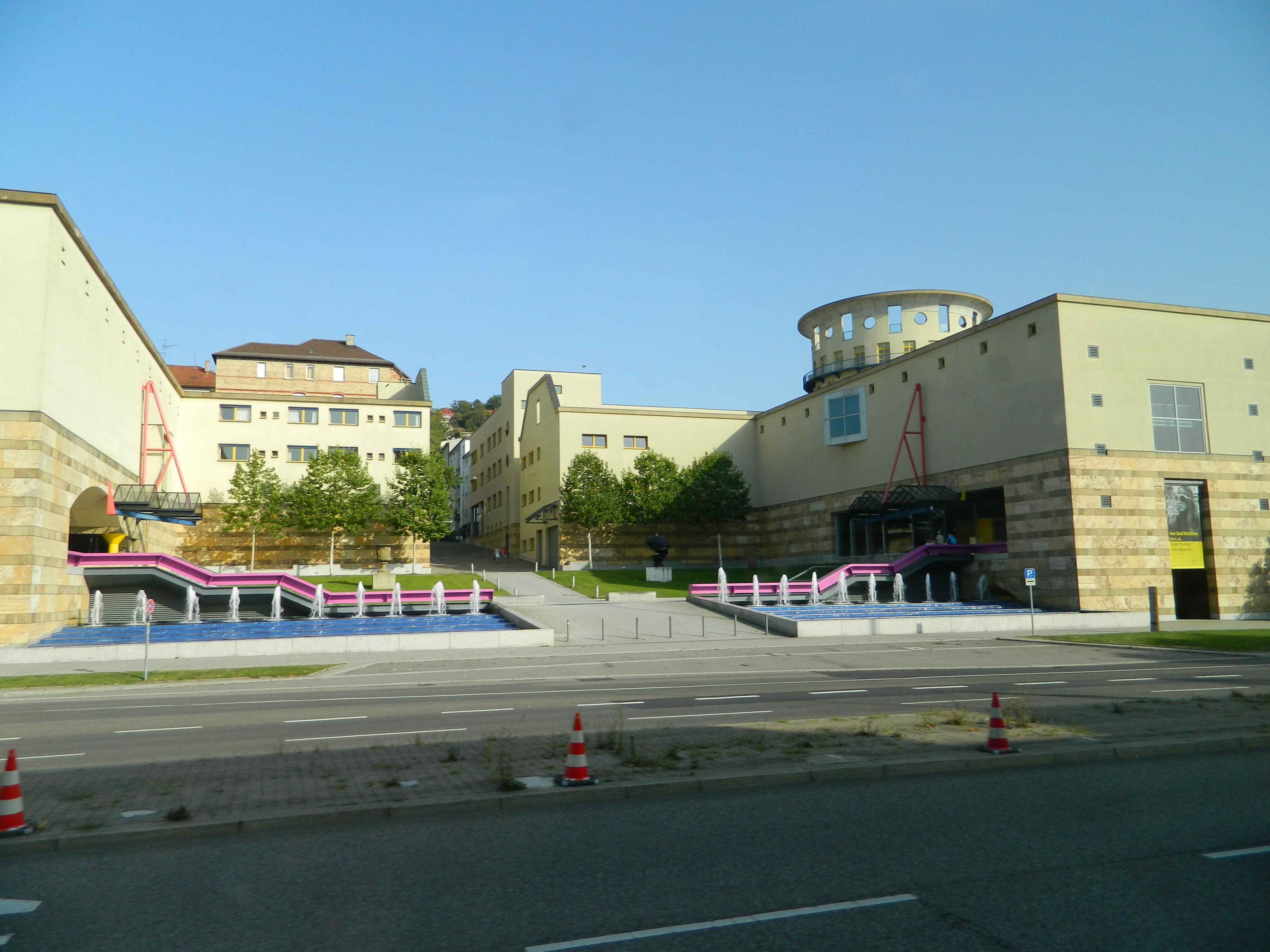
Frente de la Nueva Galería Estatal

En 1977 se celebró un concurso de ideas para la ampliación de la Galería Estatal. Este proyecto albergaría además un teatro de cámara, una biblioteca y una escuela de música. El arquitecto escocés James Stirling ganó el concurso por unanimidad y tuvo como arquitecto asociado a Michael Wilford. Su proyecto recibió críticas de algunos arquitectos que lo calificaban de inhumano, totalitario y meramente formal, sin embargo, la aceptación ciudadana fue masiva. Este edificio está en la ciudad alemana de Stuttgart, en una manzana limitada por una calle de circulación rápida en su lado oeste y por otras dos calles que dan al sur y al este. Dentro de la manzana hay cuatro viviendas que no han sido demolidas. 
El edificio antiguo del museo está al norte de la ampliación, y están unidos mediante un pequeño puente. En cada dibujo que hizo Stirling cuando diseñaba el inmueble hay una línea desde la que se articula el diseño. Esta línea es un camino urbano que atraviesa literalmente el museo y comunica dos calles opuestas. El diseño del museo está inspirado en la planta del Museo Altes de Schinkel, un edificio Neoclásico del siglo XIX ubicado en Berlín que resulta ser el primer museo del mundo diseñado para tal fin. Tiene una planta rectangular con las salas colocadas en los límites de éste y dispuestas en filade. 
Hay dos patios interiores, una rotonda central con una cúpula y una escalinata exterior de acceso. La planta del edificio de Stirling es, por tanto, una evidente cita al museo de Schinkel. Las salas están también en filade describiendo en planta una U, y hay una rotonda descubierta en el centro del edificio. Este museo se inauguró en 1984.

### Características exteriores

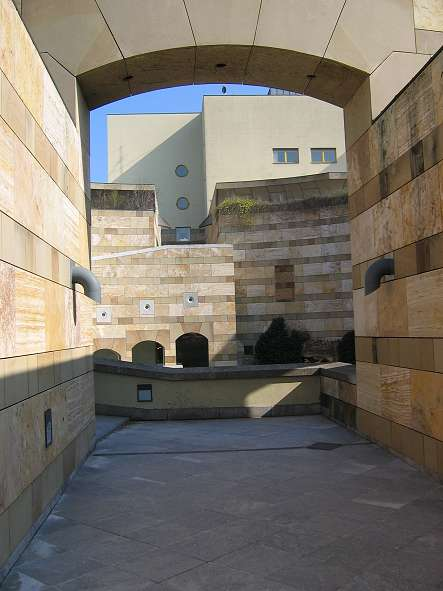
Vista exterior de la entrada a la rotonda central del museo.

Este museo está elevado respecto del nivel del suelo porque su planta “baja” está sobre una primera terraza de unos tres metros de altura. En la calle que da al oeste hay una rampa y unas escaleras que suben a esta primera terraza. En la parte más baja de esta rampa y escalera hay un kiosco compuesto por cuatro pilares y un tejado, y está colocado a modo de arco triunfal que tiene que ser atravesado por la gente al entrar. En la terraza del primer nivel, a la cual se accede mediante la rampa antes descrita, está la entrada al museo, una cafetería y una segunda rampa que sigue ascendiendo para más tarde atravesar la rotonda central. Esta segunda rampa forma parte del camino urbano (accesible sin tener que comprar entrada del museo) que Stirling diseñó con aquella línea que configuró el diseño del museo. Las terrazas del museo también son de acceso público. 
Las fachadas del edificio son de hormigón vertido con travertino revestido con placas de piedra artificial rosa. Sin embargo, el vestíbulo principal tiene una fachada acristalada con forma ondulada y con sus cristales reglados mediante barras metálicas. En la planta baja hay dos vestíbulos, un auditorio y una sala de exposiciones temporales. Este piso no tiene la forma de U característica de la planta primera. El piso más bajo del edificio está bajo la planta baja y alberga un aparcamiento que ocupa casi toda la superficie del solar. 
La segunda rampa, es decir, la que accede al segundo nivel de terraza, describe una trayectoria en forma de L y después entra en la rotonda, bordeándola por su lado norte mientras continúa ascendiendo. Una vez atravesada, atraviesa el edificio y desciende por la biblioteca hasta llegar a la acera de la calle del lado este. Llaman la atención las barandillas de las rampas del edificio, las cuales son de color rosa y azul. El Teatro de Cámara está en un edificio adosado a la ampliación del museo en su lado sur y tiene su propio acceso, el cual está comunicado con la primera terraza. 

### Citas a obras arquitectónicas

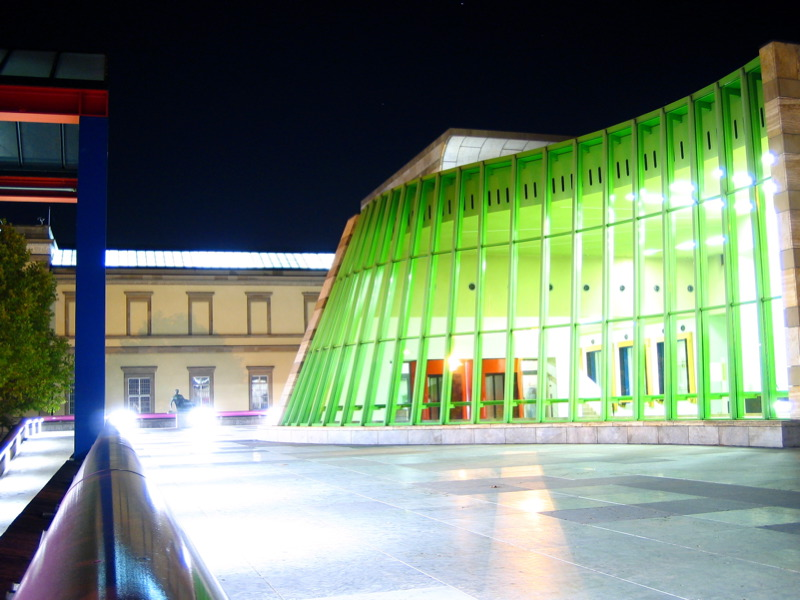
Vista nocturna de la fachada de la entrada al museo.

La rotonda central es un espacio sin techo delimitado por paredes que forman un cilindro y está atravesada por dos ejes. Uno de ellos es el del camino urbano que pasa por el borde norte, y el segundo es un camino que transcurre por el suelo y atraviesa la rotonda de norte a sur. Este último camino tiene en su entrada norte un gran trilito compuesto por dos gruesas columnas clásicas, y en su entrada sur hay unas escaleras que suben. Dentro de la rotonda también hay arcos, esculturas y plantas trepadoras. La rotonda central es una cita a la sala central del Museo Altes de Schinkel.
En el resto del edificio podemos encontrar otras citas como una marquesina colocada al norte de la rotonda, la cual tiene una estructura sobredimensionada pintada de colores chillones, recordando así a la arquitectura High Tech. Otra cita está en algunos pilares con forma de seta que rememoran los presentes en la “gran sala” de la sede central de la empresa Johnson & Johnson, diseñada por Frank Lloyd Wright. En el lado este del edificio hay dos tubos de extracción de aire del aparcamiento subterráneo cuyos tamaños, formas y colores son una cita evidente al Centro Pompidou.

### Interior

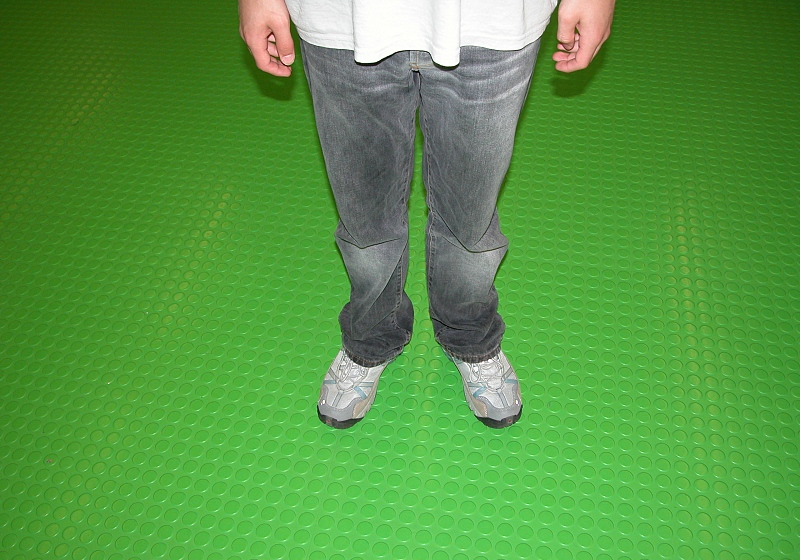
Suelo del vestíbulo principal del museo.

El vestíbulo principal está en la planta baja y a él se accede por la primera terraza. En su interior hay un banco pegado a la fachada acristalada y tiene la misma silueta ondulatoria descrita por la pared. En esta sala hay esculturas de personas y el mostrador de venta de entradas. Dicho mostrador tiene forma circular y está limitado por una serie de esbeltos pilares y un suelo de color distinto al resto. Este espacio circular pretende ser la rotonda del museo de Schinkel pero en escala pequeña. El techo del mostrador está acristalado y tiene más altura que el del resto de la sala. 
En la planta baja hay otro vestíbulo, el cual es más usado que en anterior. En el interior de éste hay un ascensor que tiene una estructura de barras metálicas que sujetan su hueco y parte de una fachada inclinada. Estas barras son de color azul y son especialmente gruesas, por lo que son una cita a la arquitectura High Tech. En esta misma sala hay una rampa definida por dos tiros paralelos y conduce a la planta primera (al igual que el ascensor). Esta rampa tiene su descansillo apoyado en una columna demasiado gruesa que tiene su terminación superior en forma de punta de lápiz, evidenciando así el poco grosor necesario para sostener la rampa.
La planta primera tiene forma de U, alberga la escuela de música y las salas del museo. Por el ala este de esta planta hay unas escaleras que proceden de la rotonda y pertenecen al camino urbano, estando en consecuencia aisladas del museo. Las salas están colocadas en filade, al igual que el museo de Schinkel, tienen forma rectangular y cada una tiene un tamaño distinto. Cada una tiene un lucernario superior dividido en cuadrados, y los huecos que conectan las salas tienen molduras que recuerdan levemente a la arquitectura clásica. Los lucernarios tienen un diseño que rememoran el artesanado del techo del museo de Schinkel. El puente que une el edificio viejo con la ampliación tiene una columna con terminación superior de seta y lucernarios redondos. En el hueco que comunica con el edificio antiguo hay dos columnas que forman dos ventanas rectangulares a cada lado.

### Otros edificios del proyecto
El Teatro de Cámara es un edificio adosado a la ampliación del museo y está en el lado sur del solar. Su fachada es diferente a la del museo y en su entrada principal hay una marquesina. Ésta es de cristal y tiene una estructura metálica sobredimensionada con tirantes rojos y una columna amarilla. 
Junto al lado este del museo está la biblioteca, un edificio con dos plantas más que el museo. Su entrada está en la cara norte y tiene una marquesina con una estructura sobredimensionada que la sostiene. Su fachada es más alta que el último piso y sigue la línea de cornisa del edificio vecino. La parte baja de la fachada principal está acristalada y termina en un patio inglés. 
La Escuela de Música está en el lado sureste del solar. Tiene una fachada curva y hay pequeños jardines junto a su entrada, la cual tiene piedras que la dan más presencia. La entrada del aparcamiento subterráneo está en la parte suroeste del solar, cerca de la entrada al Teatro de Cámara. En una pared del aparcamiento hay unas "ruinas" similares a las de Louis Kahn. Se tratan de unos huecos que simulan haberse caído unos bloques que forman el muro. Bajo estas aberturas hay bloques incrustados en la hierba que dan más realismo a estas ruinas.